# Liêm Giang
Liêm Giang (chữ Hán giản thể: 廉江市, âm Hán Việt: Liêm Giang thị) là một thành phố cấp huyện thuộc địa cấp thị Trạm Giang, tỉnh Quảng Đông, Cộng hòa Nhân dân Trung Hoa. Thành phố Liêm Giang có diện tích 2835 km², dân số 1,5 triệu người. Đây là đơn vị cấp huyện đông dân nhất của Trạm Giang. Mã số bưu chính của Liêm Giang là 524400, mã vùng điện thoại 0759. Về mặt hành chính, thành phố Liêm Giang được chia thành 3 nhai đạo, 18 trấn.